# Campeonato Sergipano de Futebol de 2002
O Campeonato Sergipano de Futebol de 2002 foi a 79º edição da divisão principal do campeonato estadual de Sergipe. O campeão foi o Confiança que conquistou seu 14º título na história da competição. O artilheiro do campeonato foi Tosca, jogador do Itabaiana, com 14 gols marcados.

## Equipes participantes
| - Amadense Esporte Clube (Tobias Barreto) - Associação Desportiva Confiança (Aracaju) - Itabaiana Coritiba Foot Ball Clube (Itabaiana) - Sport Club Gararu (Gararu) - Associação Olímpica de Itabaiana (Itabaiana) | - Atlético Clube Lagartense (Lagarto) - Olímpico Esporte Clube (Itabaianinha) - Riachuelo Futebol Clube (Riachuelo) - Sociedade Esportiva São Cristóvão (Carmópolis) - Club Sportivo Sergipe (Aracaju) |

## Premiação
| Campeonato Sergipano de 2002   |
| Aracaju                        |
| ------------------------------ |
| Confiança Campeão (14º título) |